# Андрін Ґуліх
Андрін Ґуліх (англ. Andrin Gulich; 9 березня 1999, США) — швейцарський веслувальник, бронзовий призер Олімпійських ігор 2024 року, чемпіон світу та Європи.

## Виступи на Олімпіадах
| Олімпіада  | Дисципліна | Місце |
| ---------- | ---------- | ----- |
| Токіо 2020 | четвірки   | 9     |
| Париж 2024 | двійки     | 3     |